# Fahrt (Längenmaß)
Die Fahrt war ein deutsches Längenmaß in sächsischen Bergwerken, besonders im Erzgebirge. Das Maß leitet sich von den 12 Ellen langen und mit 24 Sprossen ausgeführten Leitern ab. Diese wurden in der Bergmannssprache als Fahrt bezeichnet. Das Maß nutzte man als Teufen- (Tiefen-)Angaben. Eine halbe Fahrt hatte 6 Ellen, also 12 Sprossen. Für die Planung von Verschlags- und Aussteifungsmaterial und Abraummengenerwartung nutzt man es.
- 1 Fahrt = 12 Ellen (Leipz.) = 6,79 Meter